# 虞羲
虞羲（?—?），字子陽，一字士光，南朝梁會稽餘姚（今浙江餘姚市）人。
生卒年不詳。少年好學，七歲能寫文章，為太學生，游於竟陵王蕭子良西邸。王融打算擁護蕭子良，太學生魏準鼓勵王融全力以赴。虞羲和丘國賓則竊語謂曰：“竟陵才弱，王中書無斷，敗在眼中矣。”南朝齊時，被始安王引為侍郎，不久兼建安征虏府主簿功曹，又兼记室参军。入南朝梁，官至晉安王侍郎。天监年間去世。有集十一卷，已佚。今存詩十餘首。以《文選》所錄《詠霍將軍北伐》最有名。